# Urbanistica tattica

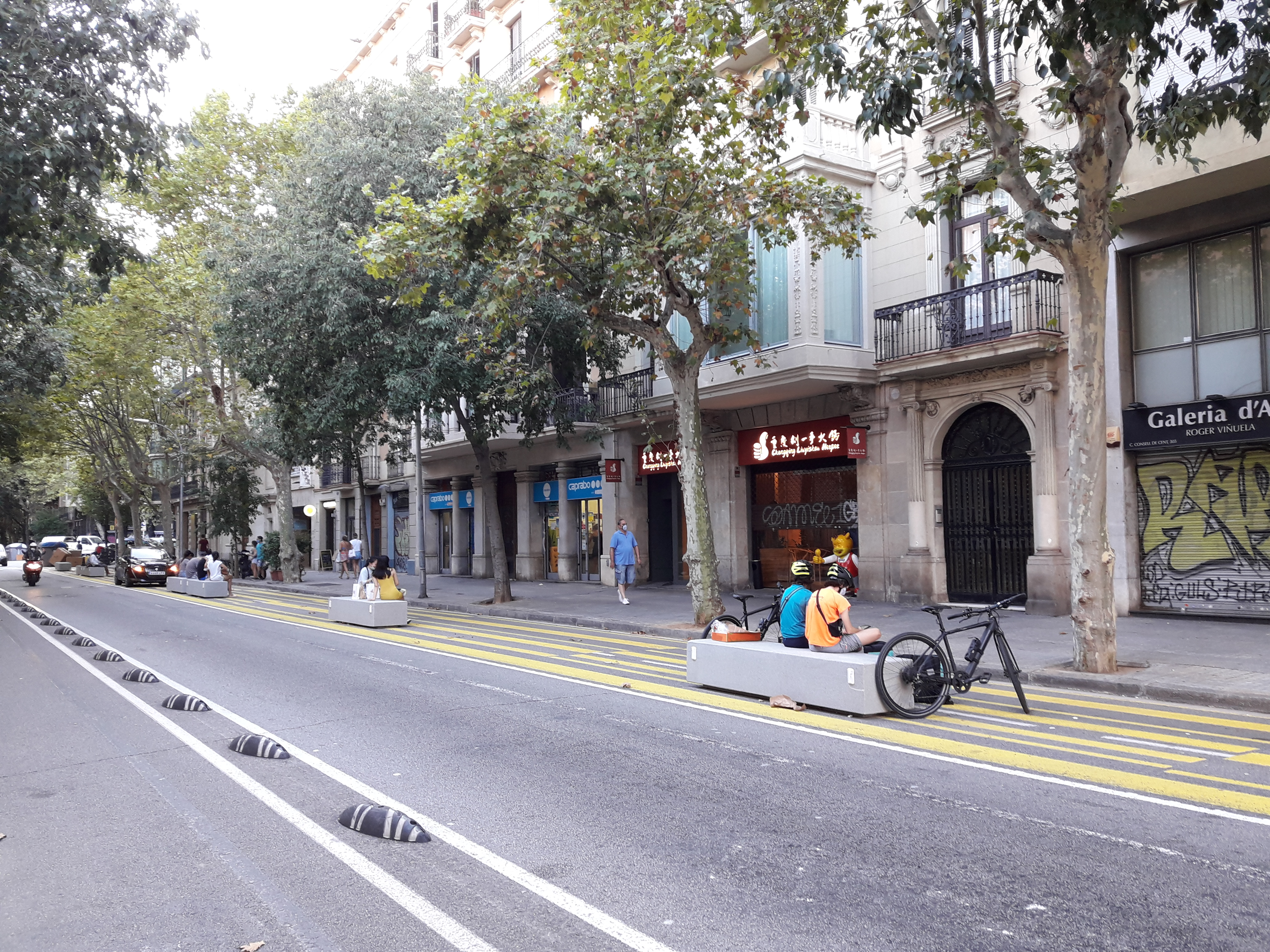
La città di Barcellona ha utilizzato vernice, panchine, fioriere o separatori stradali per ottenere spazi pedonali e ciclabili in modo rapido ed economico.

L'urbanistica tattica è un approccio nella pianificazione e nell'intervento dello spazio urbano caratterizzato da un basso costo, una piccola scala, rapidità nell'esecuzione, reversibilità e dalla partecipazione dei cittadini nel processo decisionale. L'obiettivo è trasformare la città per renderla più piacevole, accogliente, sostenibile e sicura, partendo dal riesame dell'uso e dell'occupazione degli spazi pubblici.
Di solito, l'urbanistica tattica utilizza elementi urbanistici effimeri e portatili, come pittura o arredi urbani, per segnare il nuovo utilizzo di tale spazio senza alterare l'infrastruttura. Ciò permette di valutare sperimentalmente se l'intervento ha l'effetto desiderato, se possono essere apportati miglioramenti o se il cambiamento di utilizzo deve diventare permanente.
Il termine "urbanismo tattico" è diventato popolare a partire dalla seconda metà degli anni 2000 per riferirsi a una moltitudine di azioni cittadine e di attivismo urbano che hanno cominciato a emergere in tutto il mondo, con l'obiettivo comune di riconquistare spazi per i cittadini in modo che i residenti stessi possano partecipare alla modellazione del loro ambiente quotidiano.
L'urbanistica tattica è influenzata, tra gli altri, dalle contribuzioni di urbanisti, architetti, geografi umani, sociologi o filosofi come Jane Jacobs, Peter Hall, Hannah Arendt, Jürgen Habermas, Paul Davidoff o David Harvey.
A seconda della prospettiva ideologica, della durata dell'intervento o se queste azioni vengono portate avanti da istituzioni o attivisti, il concetto viene anche chiamato urbanistica emergente, urbanistica di guerriglia, urbanistica punk, urbanistica partecipativa, urbanistica precaria, urbanistica dal basso verso l'alto, prototipazione urbana o pianificare facendo.